# Ван ден Брук, Ханс
Ханс ван ден Брук (нидерл. Hans van den Broek; 11 декабря 1936, Париж — 22 февраля 2025) — политический деятель Нидерландов. Занимал должность министра иностранных дел Нидерландов, а затем комиссара Европейского союза по внешним связям.

## Биография
Родился 11 декабря 1936 года во французском городе Париж. Окончил католическую среднюю школу в Хилверсюме. В 1965 году стал магистром права, окончив юридический факультет Утрехтского университета. После окончания университета работал адвокатом и присоединился к Католической народной партии. С 1976 по 1980 год был членом Палаты представителей Нидерландов (второй палаты Парламента Нидерландов). В 1980 году присоединился к партии Христианско-демократический призыв и через два года был назначен министром иностранных дел Нидерландов в правительстве Рууда Любберса. В 1991 году стал одним из представителей ЕС присутствующих при подписании Брионского соглашения, положившего конец Десятидневной войне. С 6 января 1993 года по 25 января 1995 года занимал должность комиссара ЕС по внешним связям, курировал процесс Расширения Европейского союза. После окончания политической карьеры стал президентом Международного радио Нидерландов и присоединился к общественной организации Глобальный ноль.
Был женат, имел двух дочерей.
Умер 22 февраля 2025 года в возрасте 88 лет.

## Награды
- Орден Креста земли Марии 2 степени (2 февраля 2001 года, Эстония)[8]